# Белых, Виктор Иванович
Ви́ктор Ива́нович Белы́х (6 апреля 1925, Золотоноша, Полтавской губернии (ныне Черкасская область) — 25 февраля 2001, Рыбница, ПМР) — религиозный деятель «не регистрированных» пятидесятников, проповедник, поэт, ректор Рыбницкого библейского колледжа, начальствующий епископ Объединённой церкви христиан веры евангельской (1992—2001).
Узник совести, дважды судим за «контрреволюционную деятельность» и «государственные преступления», в лагерях и ссылке провёл 23 года. В 1988 году Верховным судом Украинской ССР реабилитирован и признан жертвой политических репрессий.

## Биография

### Ранние годы
Виктор Иванович Белых родился в семье евангельских христиан, переехавших в Золотоношу из Екатеринослава; впоследствии его отец Иван нёс служение регента и диакона в поместной евангельской общине, а мать пела в церковном хоре.
Несмотря на религиозное воспитание, в восьмом классе Белых вступил в комсомол, позже был избран секретарём первичной комсомольском организации школы. В 1941 году шестнадцатилетний Виктор определён разведчиком в прифронтовую разведывательную группу, в августе того же года выполнял разведывательное задание на правом берегу Днепра и был задержан немецким патрулём, однако впоследствии отпущен. Не сумев перебраться за линию фронта, Белых вернулся в оккупированную немцами Золотоношу.
В 1942 году пережил религиозное обращение, летом 1943 года принял водное крещение в Золотоношинской поместной баптистской церкви. В том же году в общине христиан веры евангельской села Мошны (Черкасская область) знакомится с пятидесятническим вероучением; чуть позже переживает опыт крещения Святым Духом и переходит в пятидесятничество.
После прихода советской армии вновь был призван на воинскую службу, однако по состоянию здоровья зачислен в трудовую армию и направлен в Саратов на шарикоподшипниковый завод, где работал водителем.

### Служение в подпольных общинах
Вернувшись в 1946 году на Украину, Белых начинает служение благовестника в пятидесятнических общинах. В феврале 1947 года в Киеве он принял участие в подпольном совещании пятидесятнических лидеров, не вошедших в союз ВСЕХБ. В марте 1948 года в Днепродзержинске участвовал во втором расширенном совещании пятидесятнических служителей, по окончании которого, вместе с остальными делегатами был арестован. Заочно осуждён особым совещанием при Министерстве госбезопасности СССР и приговорён по 58-й статье (п.10) к восьми годам лишения свободы. Наказание отбывал в Минлаге (Инта, Коми АССР). Освобождён в мае 1955 года, некоторое время нёс служение пастора в пятидесятнической церкви в Инте.
В начале 1956 года Афанасием Бидашом был рукоположен на пресвитерское служение; в ноябре того же года — посвящён в сан епископа. В это время Белых проводит работу по объединению разрозненных нерегистрированных пятидесятнических церквей, посещая общины в России, на Украине и в Молдавии. Совместно с другими пятидесятническими лидерами в Москве принимает участие в переговорах с правительством СССР о создании независимого союза пятидесятников.
1 января 1958 года в Москве женился на Вере Андреевне Нечипоренко. В браке родилось пятеро детей, однако старший сын Пётр умер в младенчестве.
В конце 1958 года повторно арестован, судим в 1959 году за государственные преступления и приговорён к 10 годам исправительных колоний с последующей пятилетней ссылкой. Большую часть срока отбыл в Мордовии в Дубравлаге, ссылку — в селе Маковское, Красноярского края. После отбытия наказания некоторое время проживал в Огурцово (Новосибирская область), работал электрослесарем на экспериментальном заводе Сибирского отделения АН СССР. В августе 1976 года семья Белых перебралась в Дубоссары (Молдавская ССР), последующие 12 лет, вплоть до выхода на пенсию, Виктор Иванович работал сантехником на местной швейной фабрике.

### Служение в ОЦХВЕ
С начала 1980-х годов нерегистрированные пятидесятники фактически оказались расколотыми на «киевское братство» и «московское братство». В мае 1992 года в Москве обе группы объединились, провозгласив создание Объединённой церкви христиан веры евангельской (ОЦХВЕ). На съезде Белых был избран начальствующим епископом. Позже он был переизбран на втором (1997) и третьем (1999) съездах ОЦХВЕ.
В качестве пятидесятнического епископа, Белых выступал в Кремлёвском дворце съездов на богослужении, организованном Дэвидом Ёнги Чо в 1991 году; возглавил делегации ОЦХВЕ на 16-й Всемирной пятидесятнической конференции в Осло (в 1992 году) и 17-й в Иерусалиме (в 1995 году); участвовал на Первой всемирной славянской конференции ХВЕ в Киеве в 1996 году. Аплодисментами были встречены свидетельства В. И. Белых и И. П. Федотова в Новом Орлеане в 1992 году перед делегатами 64-й Генеральной Ассамблеи Церкви Бога.
С 1993 года В. И. Белых стал ректором открывшегося Рыбницкого библейского колледжа — первой богословской школы ОЦХВЕ. Вплоть до 2001 года колледж оставался базовым учебным заведением ОЦХВЕ.
Скончался 25 февраля 2001 в результате ранее перенесённого инфаркта миокарда. Похоронен на Аллее Славы центрального кладбища Рыбницы.

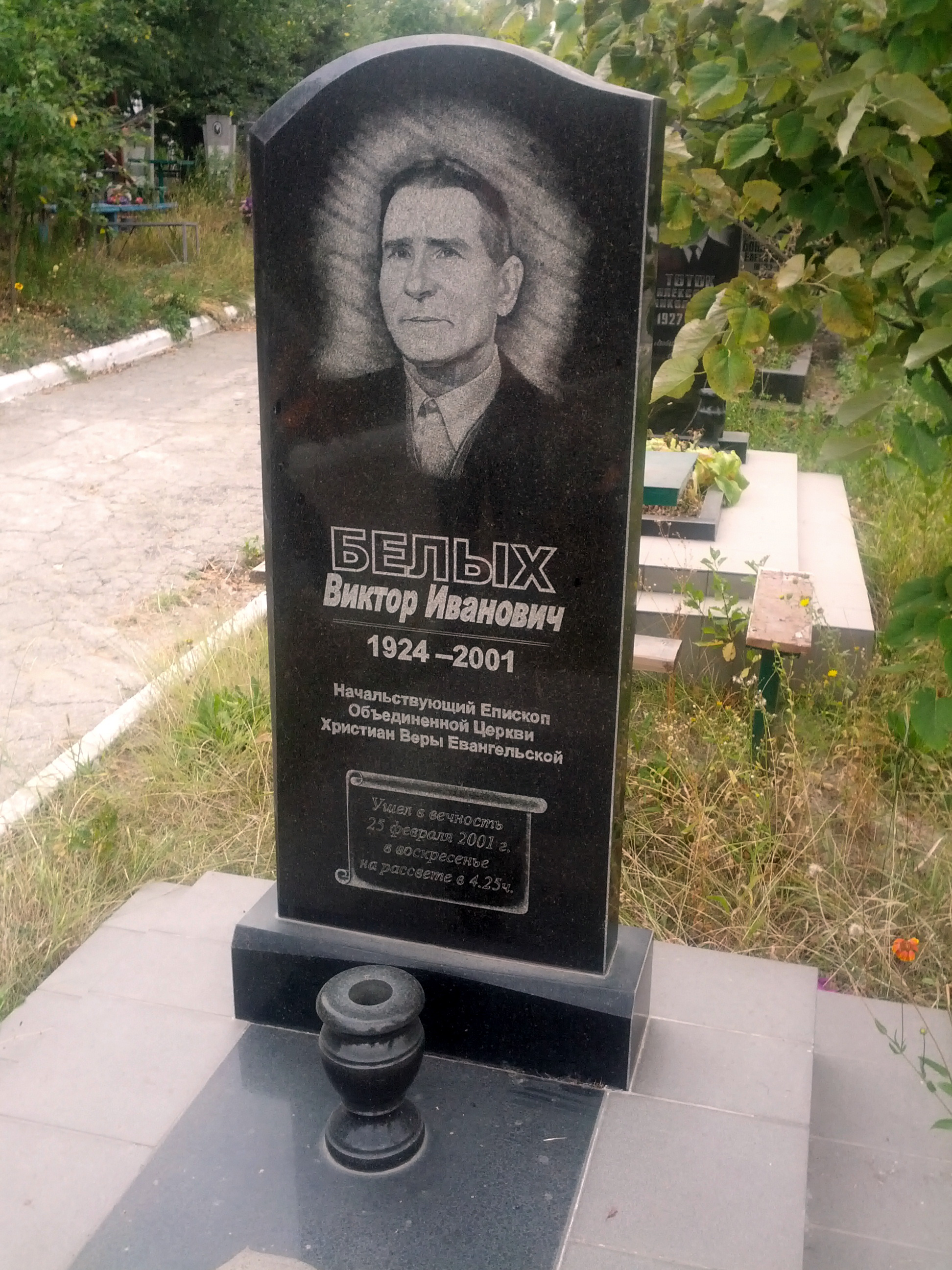
Могила Виктора Белых на центральном кладбище Рыбницы

## Отзывы о Викторе Белых
Его жизнь была посвящена ревностному, смелому и бескомпромиссному служению Богу. В годы самых жестоких гонений на Церковь он не только смог возглавить движение крещённых Духом Святым, но и делами явил мужество, дерзновенную смелость, евангельский подвиг и пример для подражания всем тем, кто сегодня стоит в служении ЦерквиСергей Ряховский

## Наследие
В. И. Белых является автором ряда христианских стихотворений и поэм, некоторые из которых стали популярными христианскими песнями. В пятидесятнических общинах ходили переписанными от руки его стихи «Шестнадцать» (1948), «Узник» (1948), «Письмо матери» (1948), «Ревекка» (посвященное невесте), «Новый год» (1959), «Прощай, Украина, прощай край родимый!» (1959), «Лицемерам» и др. В его самом известном произведении «Север», написанном в годы первого заключения и позже включённом в сборник евангельских гимнов Песнь Возрождения, выражается уверенность в скором наступлении религиозной свободы и свободы проповеди. Стихотворение «Голубица» написано в соавторстве с женой. Создание и распространение собственных песен и стихов «антисоветского, сектантского содержания» ставилось Белых в вину на втором судебном процессе.

### Публикации
- Виктор Белых. Домостроительство Церкви Христовой. — Киев: Світанок, 1992.
- Виктор Белых. Под крестом, за Христом. — Киев, 1993. — (Воспоминания).
- Христовы Воины

Виктор Белых. Христовы Воины / Составители: Цимбалюк Олег, Антюхова Татьяна. — Киев: Альфа и Омега, 1993. — 80 с. — (Сборник стихов).
Виктор Белых. Христовы Воины. — Малоярославец: Смирна, 1997. — (Сборник стихов).
- По следам Христовым

Виктор Белых. По следам Христовым. — Винница: Слово христианина, 1998. — (Автобиография).
Виктор Белых. По следам Христовым. — Малоярославец: Смирна, 1998. — (Автобиография).

## Комментарий
1. ↑  Дата рождения на памятнике указана неверно